# Lappanella
Lappanella  es un género de peces de la familia de los Labridae y del orden de los Perciformes.

## Especies
De acuerdo con FishBase:
- Lappanella fasciata (Cocco, 1833)[3]
- Lappanella guineensis Bauchot, 1969[4]